# Fritigern
Fritigern (overleden ca. 380) was een Gotische leider van de Tervingi (Visigoten) na hun inval in het Romeinse Rijk. Hij behaalde een beslissende overwinning op het Oost-Romeinse Rijk bij Adrianopel tijdens de Gotische Oorlog (376-382). 

## Machtsstrijd met Athanarik
We horen voor het eerst over Fritigern in de periode tussen de strijd van de Romeinse keizer Valens tegen de Tervingi in 367-369 en de inval van de Hunnen in 375. Het kwam in deze tijd tot een burgeroorlog tussen de regerende thuidan (opperkoning) Athanarik en Fritigern. Fritigern werd hierbij een bondgenoot van keizer Valens, en toonde zich bereid te bekeren tot het (Arianische) christendom. De antichristelijke Athanarik lijkt te hebben gewonnen, want hij is het die de Tervingi leidde in hun strijd tegen de Hunnen.

## Asiel en uitbuiting in Thracië
De pogingen van Athanarik de Hunnen tegen te houden mislukten echter, en hierop stelde Fritigern voor om asiel te vragen in het Romeinse Rijk. Athanarik ging niet mee, en trok zich met een aantal strijders terug naar Transsylvanië, maar het grootste deel van de Visigoten ging in 376 met Alavivus en Fritigern naar de Donau.
De Goten verzochten toelating tot het Romeinse Rijk, en het recht zich in Thracië te vestigen. Valens gaf hun die toestemming, maar de mogelijkheden om de Donau over te trekken met een hele stam tegelijk waren klein. Ook hadden de Goten gebrek aan voedsel, en de lokale Romeinse hoogwaardigheidsbekleders sloegen hieruit munt door de Goten het voedsel duur te verkopen. Ze werden zelfs gedwongen hun eigen kinderen als slaven te verkopen tegen laagwaardig voedsel (hondenvlees). De Romeinse commandant Lupicinus nodigde de Gotische leiders uit voor een feestelijke maaltijd, maar liet een aantal van zijn gasten doden. Alavivus bleef waarschijnlijk achter als gijzelaar, maar Fritigern wist te ontsnappen en werd leider van de Goten, die vanaf nu in openlijke oorlog met de Romeinen waren.

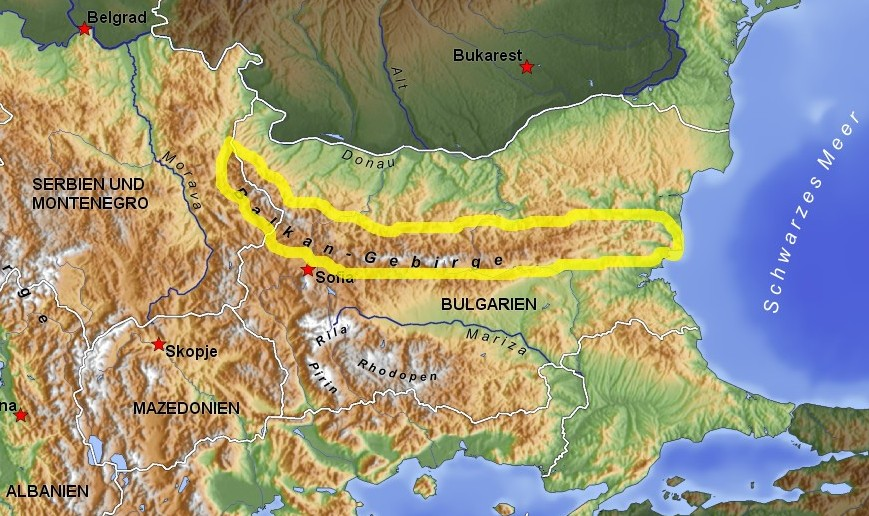
Geel omlijnd het Haemus-gebergte, tegenwoordig bekend als Balkangebergte. Langs de noordzijde stroomt de Donau uit in de Zwarte Zee.

## Veldslagen aan de Donau
De Visigoten werkten samen met andere groepen, zoals de Greuthingi, een groep die bestond uit Ostrogoten en de met de Goten verbonden Taifali. In Moesia, een provincie die aan de noordoever van de Donau lag, maar ook voorposten op de zuidoever had, legerde Fritigern zich met zijn strijdmacht en hij kreeg hulp van Goten die al in Moesië woonden, grotendeels vluchtelingen voor christenvervolgingen, maar daarnaast barbaarse slaven, Romeinen uit de lagere klassen en zelfs een volledig door Goten bemand Romeins legeronderdeel. Een deel van de Goten bleef de Romeinen echter trouw, waaronder bisschop Ulfilas.
Fritigern slaagde erin de Donau gewapenderhand over te steken en versloeg Lupicinus en zijn troepen bij een veldslag in 377, waarmee een belangrijke verdedigingslinie van Thracië vernietigd was. De provincie werd geplunderd. Valens zond toen Trajanus en Profuturus uit om de Goten te bevechten. Vanuit het westen boden Frigeridus en Gallische troepen onder Richomeres ondersteuning. De Goten trokken zich over het Haemus-gebergte (Balkangebergte) terug naar het noorden, tot in het stroomgebied van de Donau. Daar bestreden de Romeinen en Goten elkaar in de 'Slag van de Wilgen', die aan beide zijden met grote verliezen gepaard ging en geen duidelijke winnaar kende. De Goten bleven hierna een week lang in hun omheining van wagens. Hun tegenstanders trokken zich terug naar Marcianopolis, maar zorgden er wel voor dat de voedselvoorraden werden verplaatst naar de steden, die onbereikbaar waren voor de Goten. Ook sloten de Romeinen de passen over het Balkangebergte af.

## Machtsstrijd met de Romeinen
Fritigern slaagde erin, waarschijnlijk door beloften van buit, Hunnen en Alanen aan zijn troepen toe te voegen, en de Romeinen moesten hun blokkade van de Balkanpassen opgeven. Hiermee mislukte hun strategie de Goten uit te hongeren in de driehoek Donau-Balkan-Zwarte Zee en de Goten zwermden uit over geheel Thracia. Frigeridus trachtte ze tegen te houden, maar werd door de Goten omsingeld en trok terug naar het westen. Daar streed hij een slag tegen de Taifali, die daarna vreedzaam in Italië werden geplaatst.
Het was nu wel duidelijk dat de Gotische dreiging groot was en keizer Valens trok zelf naar Thracië met een grote legermacht. Fritigern deed hem een vredesaanbod: De Goten zouden als foederati van de Romeinen Thracië krijgen, en zich daar als onderdanen van de Romeinen vestigen. Op 9 augustus 378, terwijl onderhandelingen nog in voorbereiding waren, raakten Romeinen en Goten slaags in de Slag bij Adrianopolis. De overwinning van de Goten was volkomen. Keizer Valens, diverse generaals en twee derde van zijn aanzienlijke leger vond de dood.
Hierna verspreidde het Gotische leger zich weer, en plunderde het land. Diverse pogingen steden in te nemen (waaronder zelfs een aanval op Constantinopel zelf) mislukten echter jammerlijk. De Romeinen wisten nieuwe troepen op te stellen, en in 379 boekte Modares (zelf een Goot en naar vermeld een verwant van Athanarik) een of een aantal overwinningen op de Goten, al is de uitspraak dat 'de Goten uit Thracië waren verdreven' waarschijnlijk een overdrijving - tenzij dit slechts betekent dat ze naar Illyricum waren getrokken. In 380 wordt Theodosius I door Fritigern verslagen, op een onbekende plaats in de zuidelijk Illyrië. De Greuthingi waren noordwaarts getrokken, en werden door de westelijke keizer Gratianus verslagen in Pannonia (Hongarije).

## Staat binnen het Romeinse Rijk
Uiteindelijk werd op 3 oktober 382 de vrede gesloten tussen de Romeinen en de Goten. De Goten kregen het recht zich te vestigen in het gebied tussen Donau en Balkan, en vormden daar een soort van 'staat binnen de staat'. Ook kregen ze vrijheid van belasting en een jaarlijkse toelage. Daar stond tegenover dat ze verplicht konden worden militaire diensten te leveren. Fritigern wordt op dit moment niet meer genoemd, wat waarschijnlijk betekent dat hij in tussentijd was overleden.
Alarik I ·
Athaulf ·
Sigerik ·
Wallia ·
Theoderik I ·
Thorismund ·
Theoderik II ·
Eurik ·
Alarik II ·
Gesalic ·
Amalarik ·
Theudis ·
Theudigisel ·
Agila I ·
Athanagild ·
Liuva I ·
Leovigild ·
Reccared I ·
Liuva II ·
Witterik ·
Gundemar ·
Sisebut ·
Reccared II ·
Suintila ·
Sisenand ·
Chintila ·
Tulga ·
Chindaswinth ·
Recceswinth ·
Wamba ·
Erwig ·
Ergica ·
Wittiza ·
Roderik ·
Achila II ·
Ardon